# 一緒に暮らしたい
『一緒に暮らしたい』（いっしょにくらしたい）は、1990年6月4日 - 7月20日にTBS「花王 愛の劇場」枠にて放送されていた日本のテレビドラマ。全35話。

## キャスト
- 沢田亜矢子
- 佐々木すみ江
- 津嘉山正種
- ビートきよし（現・ビートキヨシ）
- 泉晶子
- 織本順吉
- 頭師孝雄
- 高畑淳子
- 浅利香津代
- 藤森夕子
- 青田浩子
- 貴本亜莉紗（現・米川サチ）
- 野口ふみえ
- 水沢アキ
- 中原丈雄
- 大島搖子（現・大島蓉子）
- 今井和子
- 豊川悦司
- 渋谷天笑（現・渋谷天外）

## スタッフ
- 音楽 - 大島ミチル
- 製作 - テレパック,TBS

## 主題歌
- 『Smile agian』

作詞：kaho / 作曲：羽場仁志 / 編曲：川村栄二 / 歌：島田歌穂